# Clinopodium multicaule
Clinopodium multicaule là một loài thực vật có hoa trong họ Hoa môi. Loài này được (Maxim.) Kuntze mô tả khoa học đầu tiên năm 1891.